# Аваш (національний парк)
Національний парк Аваш (амх. የአዋሽ በሔራዊ ፓርክ) — національний парк в регіонах Афар та Оромія, в Ефіопії.

## Географія

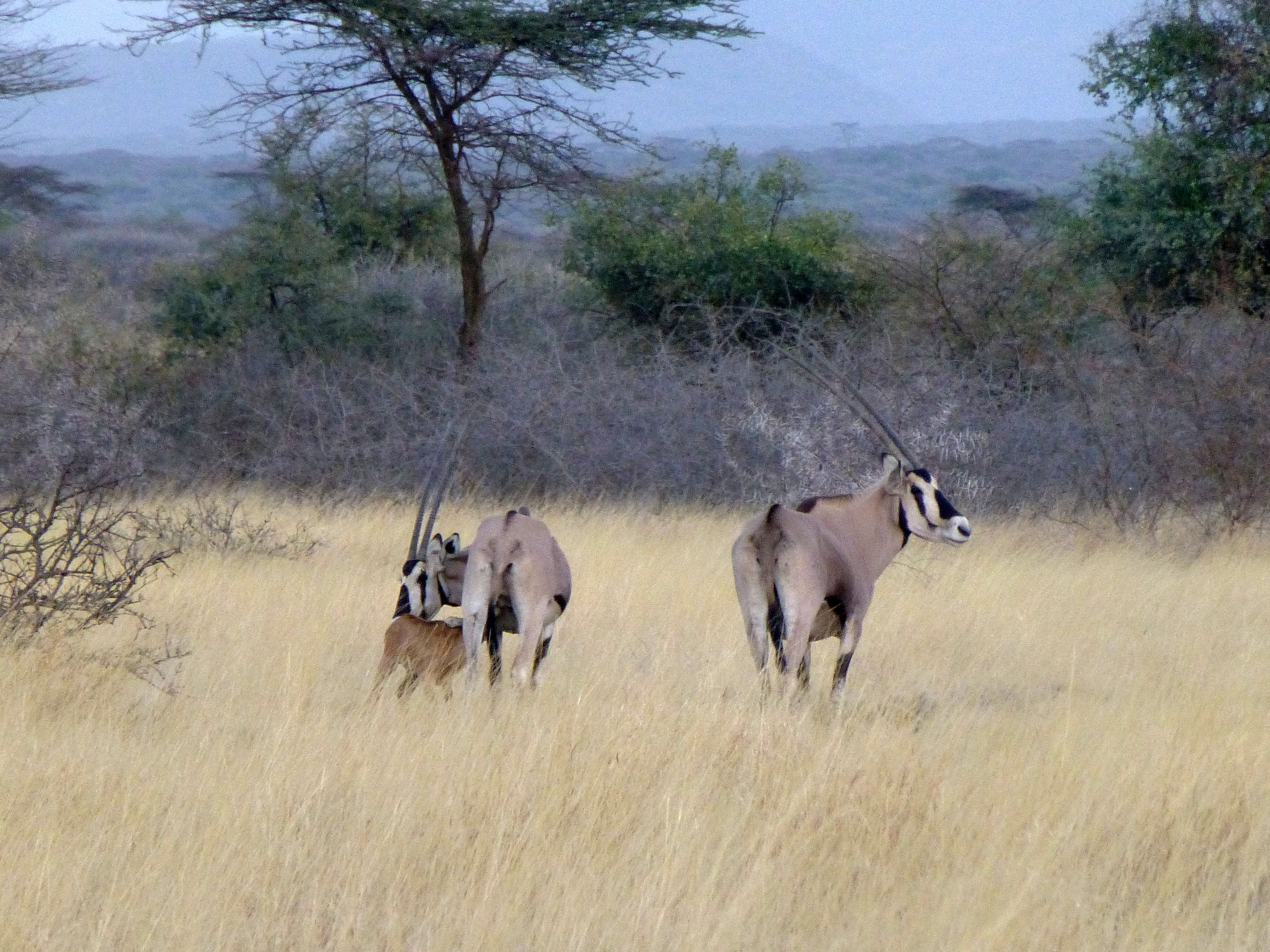
Східноафриканський орікс в національному парку

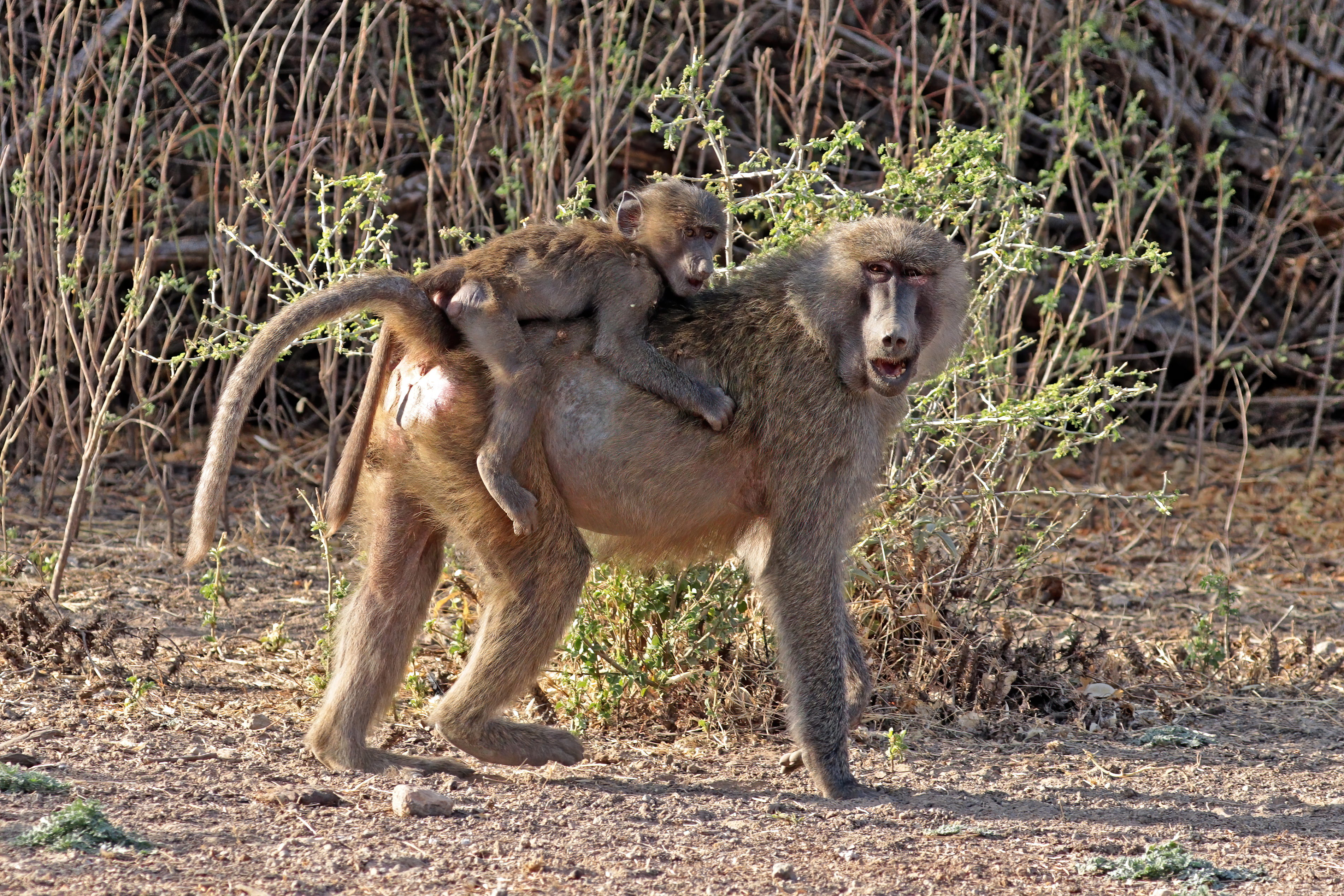
Павіан гамадрил в національному парку

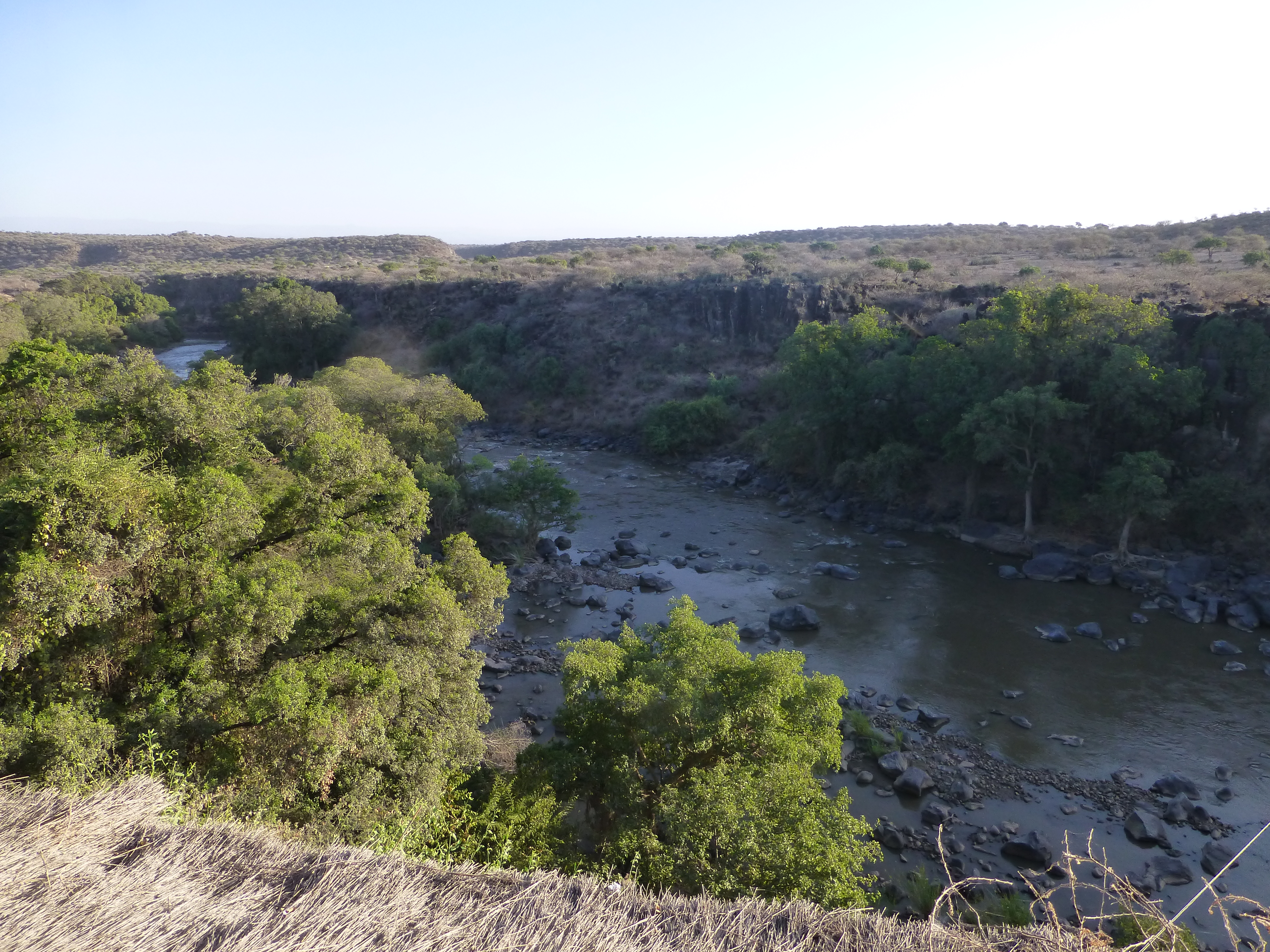
Річка Аваш в національному парку

Цей парк, що простягається через південну околицю регіону Афар і північно-східний кут зони Східної Шеви, що в регіоні Оромія, знаходиться за 125 кілометрах на схід від Аддис-Абеби (і в декількох кілометрах на захід від Аваша), з південно-східною межею вздовж річки Аваш, і займає 850 квадратних кілометрів акацієвих лісових та лугових масивів. Через цей парк проходить шосе Аддіс-Абеба — Діре Дава, що відокремлює рівнини Іллала Саха на південь від долини Куду на півночі. На півдні парку ущелина річки Аваш має дивовижні водоспади. У верхній частині долини Куду в Філвоха є гарячі джерела серед пальмових гаїв. Також в південно-західній частині парку розташований стратовулкан Фентале (2007 м).

## Історія
Національний парк «Аваш» був створений в 1966 році, хоча закон, що санкціонував його утворення та існування, не був повністю прийнятий ще протягом трьох років. Створення цього парку, а також цукрової плантації Метехара на півдні поставило під загрозу засоби до існування корінного народу карайю оромо — ефект, який суперечив первинному наміру уряду Ефіопії про те, щоб ці установи служили на благо місцевому населенню.

## Фауна
Дика природа в цьому парку включає бегемотів, нільських крокодилів, африканських слонів, гієн, левів, гепардів, леопардів, 335 східноафриканських ориксів (антилоп), сомалійських газелів, зебрів, жирафів, антилоп куду: великих та малих, антилоп Дікдік Салта, та звичайних бородавочників. Тут мешкають павіани анубіс та африканські гієнові собаки, павіани гамадрили, а також понад 453 види місцевих птахів, в тому числі страуси. До 1945 року в парку також проживали носороги.

## Біоми
Місцеперебування в Національному парку Аваш включають кілька видів акацій, савана рослинність та чагарникові.